# Gagliano (Cividale del Friuli)
Gagliano (Gean o Gjian in friulano) è una frazione del comune di Cividale del Friuli (UD).
Di antichissima origine, vi sono resti romani e longobardi sul suo territorio. In epoche più recenti è stato comune autonomo. Oggi la sua popolazione si aggira su circa 600 abitanti.
Il nome ha origine probabilmente dal dio Giano al quale era stato eretto un tempio in un'area oggi occupata da un insediamento produttivo. Nel 1806, con un decreto l'imperatore Napoleone ordinò di compilare una nuova carta geografica del Friuli, dal Tagliamento all'Isonzo, e in tale documento il nome del paese risulta "Geano".
Di epoca celtica, la necropoli di Darnazzacco, scavata nei primi dell'Ottocento dal canonico Della Torre, ha fornito importanti informazioni sul periodo in cui i Celti occuparono queste terre. 
Le alture a ridosso del paese si trovano in una posizione strategica rispetto alla pianura friulana, tanto che vi erano ben due castelli sulle loro sommità. Domina l'abitato sottostante la piccola chiesetta padronale della Madonna delle Grazie, luogo caro agli abitanti di Gagliano per la messa in lingua friulana che si teneva tradizionalmente il giorno di Pasquetta.
Nel XVIII secolo venne riedificata la chiesa parrocchiale di San Floriano.
Ogni anno la prima domenica di ottobre a Gagliano si svolge la tradizionale festa della Cuccagna.